# Condado de Rio Blanco
O Condado de Rio Blanco é um dos 64 condados do Estado americano do Colorado. A sede do condado é Meeker, e sua maior cidade é Meeker. O condado possui uma área de 8 347 km² (dos quais 5 km² estão cobertos por água), uma população de 5 986 habitantes, e uma densidade populacional de 1 hab/km² (segundo o censo nacional de 2000). O condado foi fundado em 1889.